# Pholcus hieroglyphicus
Pholcus hieroglyphicus là một loài nhện trong họ Pholcidae. Loài này được phát hiện ở Eritrea.